# Geolycosa escambiensis
Geolycosa escambiensis là một loài nhện trong họ Lycosidae.
Loài này thuộc chi Geolycosa. Geolycosa escambiensis được Alfred Russel Wallace miêu tả năm 1942.